# Die Frau in Grün
Die Frau in Grün (Originaltitel: The Woman in Green) ist ein US-amerikanischer Spielfilm aus dem Jahr 1945. Sherlock Holmes und Dr. Watson wurden mit Basil Rathbone und Nigel Bruce besetzt, die diese Rollen erstmals in einer Verfilmung von Der Hund von Baskerville gespielt hatten. Es ist die elfte Produktion aus der Filmreihe mit Rathbone als Sherlock Holmes. Der Film trägt den DDR-Alternativtitel: Die weiße Blume des Vergessens.

## Handlung
Inspektor Gregson von Scotland Yard sieht sich grausigen Serienmorden gegenüber, bei denen junge Frauen ermordet werden und ihnen jeweils ein kleiner Finger fehlt. Die Opfer scheinen keine Gemeinsamkeiten aufzuweisen, so dass die Polizei von einer zufälligen Auswahl der Opfer ausgeht und den Täter für einen wahnsinnigen Affektmörder hält. Sherlock Holmes ist anderer Meinung, da er die Morde für logisch geplant hält und einen klugen Kopf hinter den Straftaten vermutet.
Sir George Fenwick wird tot aufgefunden, und schnell wird deutlich, dass er Selbstmord begangen hat. Auf den ersten Blick stehen die Serienmorde und der Selbstmord nicht in Verbindung zueinander. Holmes und sein treuer Freund Dr. Watson kommen allerdings auf eine interessante Spur. Ein angesehener Mann ist in die Mordreihe involviert, denn bei ihm wurde ein abgetrennter Finger einer jungen Frau aufgefunden. Er stand während der Mordnacht unter einem fremden Einfluss und kann sich an viele Details der vergangenen Stunden nicht erinnern.
Holmes stellt Nachforschungen an, welche Möglichkeiten bestünden, um einen Menschen so zu manipulieren, dass er einen Mord begeht, ohne sich daran erinnern zu können. Er nimmt an einem informativen Abend der Gesellschaft für Hypnose teil. Dort erfährt er von einer jungen Frau, die häufiger an diesen Abenden teilnimmt – die Frau in Grün. Nach und nach kommt er auf die Schliche von Professor Moriarty und dessen charmanter Komplizin Lydia Marlowe. In einem gefährlichen Versuch lässt sich Holmes auf eine Hypnose ein und wird beinahe Opfer von Professor Moriartys Plan.

## Kritik
„Ein Film aus der Sherlock-Holmes-Serie des Universal-Studios, der seiner guten Dialoge und Schauspieler wegen zu den besten und spannendsten der Reihe gerechnet wird.“

## Produktion
Obwohl es sich bei Die Frau in Grün um keine Doyle-Geschichte handelt, basiert sie doch teilweise auf den beiden Holmes-Kurzgeschichten The Final Problem (1893) und The Adventures of the Empty House (1903).

## Erstausstrahlung in Deutschland
Der Film wurde am 7. Mai 1969 vom Deutschen Fernsehfunk der DDR gezeigt. Am 20. November 1983 lief er im Regionalprogramm der bundesdeutschen Südwestsender (Südwest 3). In dieser leicht gekürzten deutschen Synchronfassung sprachen Walter Niklaus (Sherlock Holmes) und Alfred Bohl (Dr. Watson) die Hauptrollen. Weitere Stimmen stammten von Astrid Bless, Fred Alexander und Klaus Glowalla.
1980 wurde eine ungekürzte Neusynchronisation vom Leipziger DEFA-Studio produziert, Niklaus wiederholte seine Rolle, während Bruce von Hinrich Köhn synchronisiert wurde.

## DVD-Veröffentlichung
- Die Frau in Grün. Auf: Die Sherlock Holmes Collection. Teil 4. Special Edition (4-DVD-Set). Koch Media 2007